# 吉田稔麿
吉田 稔麿（よしだ としまろ）は、江戸時代末期（幕末）の長州藩の活動家。名は栄太郎。後に稔麿と改名。
久坂玄瑞、高杉晋作とともに松陰門下の三秀と称され、さらに入江九一を入れて松門四天王ともいう。

## 生涯

### 松下村塾・奇兵隊
天保12年（1841年）閏1月24日（1841年3月16日）、萩藩松本村新道に軽卒といわれる十三組中間（大組中間）の吉田清内の嫡子として生まれる。稔麿の生家は吉田松陰の生家の近所で、松陰神社の近くに吉田稔麿誕生の地との石碑がある。
稔麿は、松陰以前に久保五郎左衛門が教えていたころの松下村塾に通っていた。稔麿は無駄口を利かず、眼光鋭い少年であったという。
また、松陰が禁固を命ぜられて実家に戻っていたときに、増野徳民に誘われて吉田松陰の松下村塾に入門し、兵学を究めた。吉田稔麿、増野徳民の2人に松浦松洞を加えて「三無生」と称することがあるが、それは稔麿が「無逸」、増野が「無咎（むきゅう）」、松浦が「無窮（むきゅう）」と称したことに由来する。
松陰は才気鋭敏な稔麿を高く評価しており、高杉晋作を「陽頑」と評したのに対し、稔麿を「陰頑」と形容していた。
安政5年（1858年）に松陰に下獄の命が下されると、親族一門を守るために師の元を一時離れるが、翌年松陰が江戸に送られる際には隣家の塀の穴から見送ったとの逸話が残されている。松陰刑死前後の稔麿の動向は詳細不明であるが、万延元年（1860年）10月に脱藩。しかし、文久2年（1862年）にはその罪を許されている。また、同年10月には松陰の慰霊祭に初めて参加した。
文久3年（1863年）4月、兵数を増やすために「穢多・非人・屠勇」（現在でいう被差別部落民）の兵士取り立てを建策する。同年6月、高杉晋作の創設した奇兵隊に参加。7月、屠勇取立方に任ぜられ士雇いとなる。この際、名前を稔麿と改めた。8月の朝陽丸事件では烏帽子・直垂姿で船に乗り込み、説得に成功する。

### 最期
元治元年（1864年）6月5日の池田屋事件では、吉田も出席していたが、一度屯所に戻るために席を外す。しばらくして戻ると新撰組が池田屋の周辺を取り囲んでいたため、奮闘の末に討ち死にした。最近の説では、「長州藩邸に戻っていた吉田が脱出者から異変を聞き、池田屋に向かおうとするも加賀藩邸前で会津藩兵多数に遭遇し討ち死にした」とされている。また別の説として、「池田屋で襲撃を受け、事態を長州藩邸に知らせに走ったが門は開けられることなく、門前で自刃した」という話もある。満23歳没。

## 墓所
墓は京都霊山護国神社（京都府京都市東山区清閑寺霊山町）、護国山（山口県萩市椿東椎原）、桜山神社（山口県下関市上新地町）、朝日山招魂場（山口県山口市秋穂二島、現在の朝日山護国神社）の4ヵ所。山口県萩市の俊光寺は吉田家の菩提寺だが、当初から墓はない。また、池田屋殉難墓碑が三緑寺（京都府京都市左京区岩倉花園町）にあり、殉節之地碑が京都府京都市中京区下丸屋町にある。
明治24年（1891年）、従四位を追贈された。

## 人物・逸話
謹直重厚な人物であったといわれ、その秀才ぶりは松下村塾でも有数のものであった。
以下、牧野謙次郎著『維新伝疑史話』より
- 山県有朋が自分は稔麿に比べてどの程度劣っているか高杉晋作に尋ねると、晋作は笑って、「（人として比べられるくらい）同等というのか、吉田が座敷にいるとすれば、お前は、玄関番ですらない。味噌も糞も一緒にするとはこのことだ」と答えた[注釈 2]。
- 稔麿が戯れに放れ牛の絵を描き、それに烏帽子と木刀に棒切れを添えて描いた。有朋がそれは何かと尋ねると、稔麿は「高杉は俗事にこだわらない俊才で、誰もつなぎとめることはできない、これは野に放たれた牛のようなものである、久坂玄瑞は雰囲気が立派なもので、烏帽子をかぶらせ、大きな屋敷に座らせれば絵になるだろう。入江九一は、（彼らに比べれば）少々劣るところもあるが、まあ、木刀くらいのものではある。斬ることはできないが、脅しには使える」と言った。有朋が残りの棒切れは何かを尋ねると、稔麿は「それはお前だ、凡庸で、何のとりえもない」と答えた[注釈 3]。

## 評価
- 吉田松陰 「吉田稔麿の識見は（高杉）晋作に髣髴す。ただ些才あり。これ大にその気魄を害す」[3]
- 渡邊嵩蔵 「吉田稔丸は賢き人なり」[4]
- 品川弥二郎 「稔麿が生きていたら総理大臣になっただろう」
- 伊藤博文 「（自分と比べるとどれくらいの人物かという問いに）どうして比べることができようか、全く天下の奇才であった」
- 近藤勇 「長州の士、吉田稔麿なるものあり。その死、最も天晴れ。後世学ぶべきものなり」[5]

## 関連作品
テレビドラマ
- 『燃えよ剣』（1970年版、NET（現テレビ朝日）､演：楠年明）（第8話・第9話）
- 『八重の桜』（2013年、NHK大河ドラマ、演：石川雄亮）
- 『花燃ゆ』（2015年、NHK大河ドラマ、演：瀬戸康史）

小説
- 伊東潤『池田屋乱刃』（講談社、2014年）
- 木内昇『火影に咲く』（集英社、2018年）

ゲーム
- 『龍が如く 維新!』（セガ、2014年、声：石川英郎）